# Tempel (Lansingerland)
Tempel war eine selbständige Gemeinde auf dem Gebiet der heutigen Gemeinde Lansingerland.
Das Gebiet der Gemeinde Tempel war etwa 11 ha groß. Es war völlig von der damaligen Gemeinde Berkel en Rodenrijs (Provinz Südholland) umschlossen.
Tempel gehörte seit dem 1. Januar 1812 zur Gemeinde Pijnacker und war deren Exklave. Am 1. April 1817 wurde das Gebiet zu einer selbständigen Gemeinde, die am 15. August 1855 in die Gemeinde Berkel en Rodenrijs eingegliedert wurde. Heute gehört dieses Gebiet zur Gemeinde Lansingerland.

## Besonderheit
Tempel war eine Gemeinde ohne Einwohner. Es gab mit De Vennip noch eine weitere einwohnerlose Gemeinde, die aber zeitweilig bewohnt war.
Vom niederländischen Centraal Bureau voor de Statistiek erhielt die aufgelöste Gemeinde die CBS-Nr. 1383.